# ジャン・ロバン (植物学者)
ジャン・ロバン（Jean Robin 、1550年 - 1629年4月25日）は、フランスの薬剤師、園芸家である。アンリ3世、アンリ4世、ルイ13世 に宮廷庭師として仕えた。

## 略歴
パリに生まれた。1597年にパリ大学の医学部から植物園の設立を依頼され、フランスにアメリカ原産のニセアカシア（Robinia pseudoacacia）やアジア原産のムクゲ（Hibiscus syriacus）を栽培した。ロバンの植えたこれらの樹木はパリ植物園で最も古い植物として現在も残っている。1601年に1300の栽培植物の録、"Catalogus stirpium"（『植物目録」）を出版した。
息子のヴェスパシアン・ロバン（Vespasien Robin）も父親の後を継ぎ植物学者となった。リンネの命名した、マメ科の属名、Robinia（和名、ハリエンジュ属）はロバン父子に献名されたものである。

## 著作
- Catalogus stirpium tam indigenarum quam exoticarum quæ Lutetiæ coluntur, Paris, 1601
- Le jardin du roi Henri IV, 1608
- Histoire de plantes aromatiques &c. augmentée de plusieurs plantes venues des Indes lesquelles ont été prises & cultivées au Jardin de M Robin, arboriste du Roi, Paris, Macé, 1619, in-16, 16 p.
- Le jardin du roi Louis XIII, 1623
- Enchiridion isagogicum ad facilem notitiam Stirpium tam indigenarum quam exoticarum quæ coluntur in horto D.D. Joan. & Vespasiani Robin, Paris, P. de Bresche, 1624, in-12, 71 p. Avec Vespasien Robin. Première édition : 1623